# Anthony Simcoe

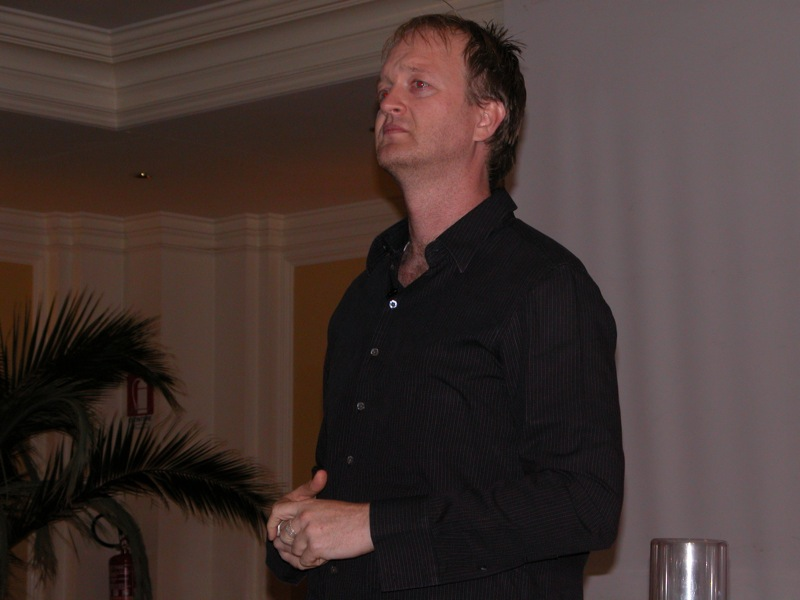
Anthony Simcoe (März 2006)

Anthony Simcoe (* 7. Juni 1969) ist ein australischer Schauspieler. Der großwüchsige Simcoe absolvierte sein Schauspielstudium am National Institute of Dramatic Art in Sydney.
Bekannt wurde Anthony Simcoe mit seiner Rolle als Ka D'Argo in der Fernsehserie Farscape. Für seine Darstellung wurde er 2002 für den Saturn Award in der Kategorie Beste Nebenrolle in einer Fernsehserie  nominiert. Nebenbei spielt er mit seinem Farscape-Schauspielerkollegen Wayne Pygram in der Band Signal Room.